# International Superstar Soccer
International Superstar Soccer – seria piłkarskich gier wideo tworzonych przez japońskie studio Konami, najczęściej w ich oddziale w Osace, Konami Computer Entertainment Osaka (KCE Osaka). Seria jest znana w Japonii jako Jikkyō World Soccer.

## Seria
Seria miała swoje początki na platformie Nintendo Entertainment System, pod koniec 1991 roku z Konami Hyper Soccer, pierwszą grą futbolową Konami na konsole. Kolejna gra Jikkyō World Soccer: Perfect Eleven (International Superstar Soccer) na japońskie Super Nintendo Entertainment System, wydana została w 1994 roku. Jej ulepszona wersja wydana została rok później, a wersja na Segę Genesis – w roku 1996. W tym też roku został stworzony pierwszy tytuł KCE Tokyo, Winning Eleven, na PlayStation, a Jikkyō World Soccer: Perfect Striker zadebiutował na Nintendo 64, a ponownie wydany został w roku 1997 jako International Superstar Soccer 64.
W roku 1997 i 1998 zostały wydane liczne tytuły, wliczając drugą i trzecią część Winning Eleven, czy International Superstar Soccer 98 na Nintendo 64.
W roku 2000 ukazał się na świecie ISS Pro Evolution. Ostatnią grą na Nintendo 64 i ostatnią niezależną częścią ISS był International Superstar Soccer 2000, bazujący na Jikkyō J-League: Perfect Striker 2. W roku 2001 wydany został ze zmienioną nazwą na Pro Evolution Soccer.

## Lista gier serii

### Super Nintendo Entertainment System
- International Superstar Soccer[1]
- International Superstar Soccer Deluxe[5]

### Nintendo 64
- Jikkyō J.League: Perfect Striker
- International Superstar Soccer 64[2]
- Jikkyō World Soccer 3
- International Superstar Soccer '98[3]
- Jikkyō World Soccer: World Cup France '98
- International Superstar Soccer 2000
- Jikkyō J-League 1999: Perfect Striker 2